# Condado de Gaston
El condado de Gaston (en inglés: Gaston County, North Carolina), fundado en 1846, es uno de los 100 condados del estado estadounidense de Carolina del Norte. En el año 2000 tenía una población de 190 365 habitantes con densidad poblacional de 206 personas por km². La sede del condado es Gastonia.

## Geografía
Según la Oficina del Censo, el condado tiene un área total de 943 km² (364,1 mi²), de la cual 922 km² (356 mi²) es tierra y 18 km² (6,9 mi²) es agua.

### Condados adyacentes
- Condado de Lincoln - norte
- Condado de Mecklenburg - este
- Condado de York - sur
- Condado de Cleveland - oeste

## Lugares

### Municipios
El condado se divide en seis municipios:
Municipio de Cherryville, Municipio de Crowders Mountain, Municipio de Dallas, Municipio de Gastonia, Municipio de Riverbend y Municipio de South Point

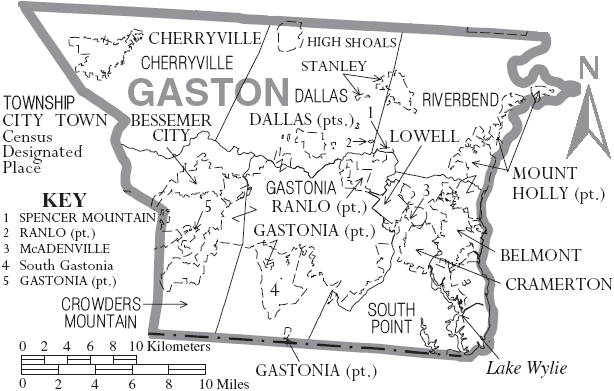
Gobernación de Gaston en Carolina del Norte con sus municipios

### Comunidades
- Belmont
- Bessemer City
- Cherryville
- Cramerton
- Dallas
- Dellview (inactivo; municipio más pequeño en el estado)
- Gastonia
- High Shoals
- Kings Mountain (parte también en el condado de Cleveland)
- Lowell
- McAdenville
- Mount Holly
- Ranlo
- Spencer Mountain
- Stanley

### Comunidades incorporadas
- Alexis
- Ashebrook Park
- Brown Town
- Crowders
- Hardins
- Lucia
- Mountain Island
- South Gastonia (lugar designado por el censo)
- Springdale
- Condado de Tryon - sitio cerca de el antiguo juzgado.

### Mayores autopistas
- Interestatal 85
- U.S. Route 29
- U.S. Route 74
- U.S. Route 321
- Carretera de Carolina del Norte 16
- Carretera de Carolina del Norte 27
- Carretera de Carolina del Norte 150
- Carretera de Carolina del Norte 274